# Never Back Down - No Surrender
Never Back Down - No Surrender è un film statunitense del 2016, diretto da Michael Jai White, scritto da Chris Hauty e Jai White, prodotto da Craig Baumgarten e interpretato da Jai White, Josh Barnett, Gillian White, Steven Quardos, Nathan Jones e Esai Morales. È il sequel di Never Back Down - Combattimento letale, ed è stato pubblicato in DVD il 7 giugno 2016. In No Surrender , che riprende due anni dopo gli eventi del secondo film, l'ex campione MMA, Case Walker, è sulla via del ritorno per diventare nuovamente campione.

## Trama
Due anni dopo essere rientrato nei circuiti professionali della MMA, Case Walker ne esce nuovamente, stanco di quel mondo, iniziando a competere in incontri amatoriali con lo scopo di insegnare ai suoi avversari come utilizzare al meglio le loro abilità di combattimento.  Al termine di uno di questi incontri, tenutosi a Beaumont, Texas, Case incontra il suo vecchio amico e combattente MMA Brody James, il quale chiede a Case di aiutarlo a prepararsi per lo scontro con Caesar Braga per il titolo di campione della PFC a Bangkok in Thailandia. Case, a malincuore, viene convinto dall'amico e si reca con lui in Thailandia.
Alla Top Fight Gym però, Case viene osteggiato dall'allenatore Matty Ramos, tecnico sia di Brody che del più giovane e arrogante Cobra O'Connor, il quale non perde occasione per ridicolizzare l'allenamento "vecchia scuola" di Case, sino a sfidarlo apertamente in un match di allenamento. Al termine dello sparring, Cobra verrà spedito in ospedale dopo essere stato messo KO dal "vecchio" Case, suscitando l'ilarità di Brody. La maestria e la bravura dimostrata portano Case a diventare mentore dei giovani combattenti Taj e Creech e ad attirare su di sé l'attenzione sia della direttrice Marketing della PFC, Myca Cruz, sia di Hugo Vega, boss della PFC, un uomo legato al passato dello stesso Case.
L'interesse di Myca per il lottatore la porta ad invitarlo ad un appuntamento a cui Case partecipa sino a quando la ragazza lo mette a disagio ponendogli domande sul suo periodo passato in prigione, costringendo l'uomo a terminare la cena. Tale evento però viene notato da Matty, il quale decide di usarlo a suo vantaggio per mettere Brody contro Case. Quando i due si scontrano in un match di allenamento, i toni si alzano e portano Case a rispondere ai colpi dell'amico in maniera inaspettata anche per lui, sembrando porre fine alla loro lunga amicizia. Nel mentre, Brody si fa convincere da Vega ad utilizzare steroidi per migliorare la sua preparazione in vista dello scontro con Braga, sul cui esito il boss intende guadagnarci sopra. Le azioni di Brody vengono però scoperte da Case, il quale, dopo una cena, riesce a riappacificarsi con l'amico e rimetterlo sulla retta via. Brody interviene direttamente con Matty per permettere a Case di poter lavorare in sinergia con il tecnico e prepararsi al meglio all'incontro con il gigante Braga. Tuttavia, dopo aver visto delle riprese amatoriali di quando Case, in America, affrontò e mise KO due poliziotti razzisti, convincono Vega a pagare un lottatore di Sabo, Boris, a infortunare volutamente il ginocchio di Brody, in modo da permettere a Case di sostituirlo, offrendogli un milione di dollari. Quando, preparandosi al match, Case verrà accusato dal suo discepolo Taj di essere un venduto, i sospetti dell'ex campione si fanno più acuti, trovando poi conferma della macchinazione di Vega quando nell'armadietto di Boris troverà un messaggio recante la scritta "Fatto". Case così capisce di essere stato incastrato e decide che se deve combattere, allora lo farà per smascherare sia Braga che Vega, quest'ultimo intenzionato a gonfiarsi le tasche tramite scommesse clandestine sull'esito dell'incontro, e dimostrare chi sia stato il vero fautore dell'infortunio di Brody.
La sera dell'incontro, Myca annuncia il suo addio a Vega, dalla PFC, mentre Case capisce il modo in cui può fermare i traffici di Vega. Inizia così una lotta con Braga fuori dal ring e dalle sue regole, portando il gigante a combattere a mani nude, proprio quello che Case voleva. Usando la sua superiore tecnica di Karate, Case infortuna gravemente Braga, mettendolo KO. Quando Vega minaccia azioni legali verso il suo lottatore, Case gli risponde di avere le prove della sua collusione nell'infortunio dell'amico Brody e che tale citazione potrebbe costargli milioni di dollari, senza contare i soldi necessari a rimborsare gli spettatori dell'incontro appena terminato. Consapevole della sconfitta, Vega abbandona il palazzetto colmo di rabbia, mentre Case, Myca, Brody e il loro staff escono dalla palazzo consapevoli della loro vittoria.

## Produzione
Le riprese sono iniziate in Thailandia nel giugno 2015.